# Pebble Beach
Pebble Beach é uma pequena comunidade costeira independente e privada no Condado de Monterey, na Califórnia, Estados Unidos. É conhecida no país por ser um dos principais destinos dos apreciadores e praticantes do golfe e um dos locais de perfil econômico mais altos do país.
Trata-se de um empreendimento corporativo de propriedade da Pebble Beach Corporation e dirigida como uma pequena cidade. O local é sede dos mais famosos campos de golfe da costa oeste do país, incluindo o mais famoso deles, o Pebble Beach Golf Links, todos abertos ao público em geral mas de propriedade da corporação que administra a cidade.
O local tem poucos negócios e atividades além das de propriedade da corporação e não possui calçadas públicas. A maioria das luxuosas casas da região fica escondida a meio de grandes e antigas árvores. É tranquilo, silencioso e algo melancólico durante a época de brumas na região, o que acontece com alguma frequência na península de Monterey, causado pelo vento frio que muitas vezes sopra diretamente do Pacífico sobre a costa.
17 Mile-Drive é a principal via que cruza o local e custa U$9,00 o pedágio (portagem) para os moradores e viajantes que não possuam um passe. Um de seus mais famosos eventos anuais é a exposição e o concurso de carros clássicos e de alto luxo. Entre seus famosos moradores do passado e do presente encontram-se o astronauta Alan Shepard, o almirante Raymond Spruance e o ator e diretor de cinema Clint Eastwood.